# Organización territorial de Fiyi

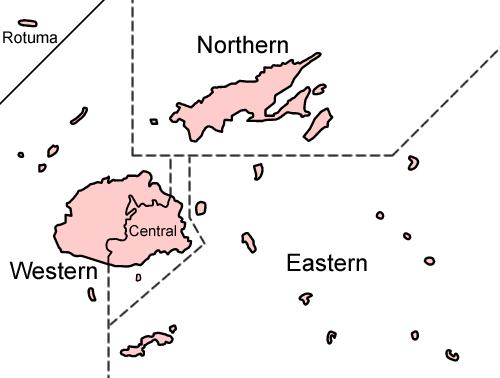
Mapa de las divisiones de Fiyi.

La organización territorial de Fiyi comprende las siguientes cuatro divisiones administrativas:
- División Central, en inglés Central Division.
- División Oeste, en inglés Western Division.
- División Este, en inglés Eastern Division.
- División Norte, en inglés Northern Division.

## Provincias
| División (Capital)       | Provincia      | Presidente                    | Área en km² | Población en 2007 |
| División Central (Suva)  | Naitasiri      | Ratu Ilaitia Tuisese          | 1.666       | 160.760           |
| División Central (Suva)  | Namosi         | Ratu Kiniviliame Taukeinikoro | 570         | 6.898             |
| División Central (Suva)  | Rewa           | Pita Tagi Cakiverata          | 272         | 100.787           |
| División Central (Suva)  | Serua          | Atunaisa Lacabuka             | 830         | 18.249            |
| División Central (Suva)  | Tailevu        | Josefa Seruilagilagi          | 755         | 55.692            |
| División Norte (Labasa)  | Bua            | Ratu Filimoni Ralogaivau      | 1.379       | 14.176            |
| División Norte (Labasa)  | Cakaudrove     | Sitiveni Rabuka               | 2.816       | 49.344            |
| División Norte (Labasa)  | Macuata        | Ratu Aisea Katonivere         | 2.004       | 72.441            |
| División Este (Levuka)   | Kadavu         | Ratu Josateki Nawalowalo      | 478         | 10.167            |
| División Este (Levuka)   | Lau            | Ratu Josefa Basulu            | 487         | 10.683            |
| División Este (Levuka)   | Lomaiviti      | Ratu Jo Lewanavanua           | 411         | 16.461            |
| División Este (Levuka)   | Rotuma         | ---                           | ---         | ---               |
| División Oeste (Lautoka) | Ba             | Ratu Ovini Bokini             | 2.634       | 231.760           |
| División Oeste (Lautoka) | Nadroga-Navosa | Ratu Sakiusa Makutu           | 2385        | 58.387            |
| División Oeste (Lautoka) | Ra             | Simione Naikarua              | 1.341       | 29.464            |

## Dependencias
La isla de Rotuma, al norte del archipiélago, tiene el estatus de dependencia.